# Феллан
Феллан (нем. Vellahn, старое название — Camin, от славянского «kamenь») — коммуна в Германии, в земле Мекленбург-Передняя Померания.
Входит в состав района Людвигслуст. Подчиняется управлению Царрентин.  Население составляет 2748 человек (на 31 декабря 2010 года). Занимает площадь 106,48 км².
Коммуна подразделяется на 7 сельских округов.